# Union de Matsya
Pour l’article homonyme, voir Matsya.

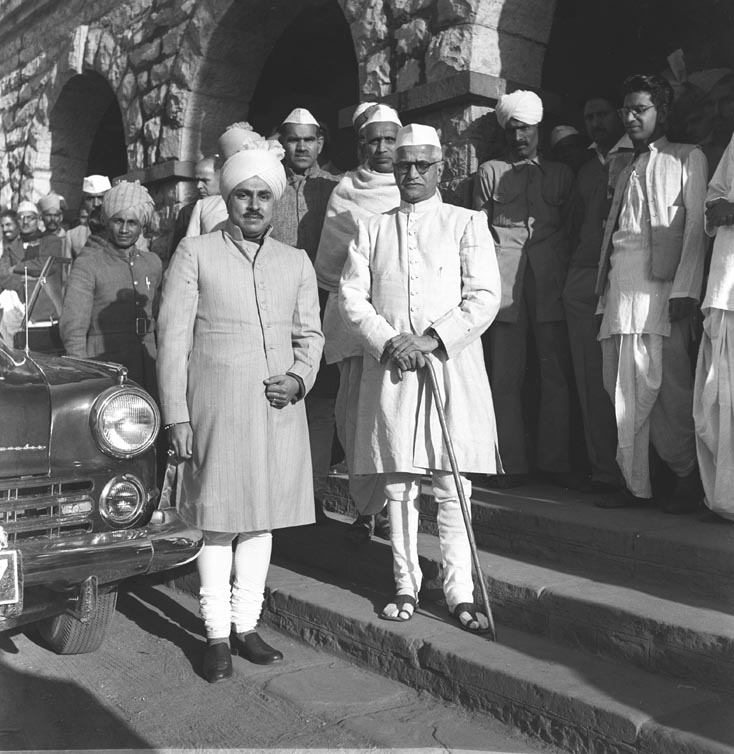
NV Gadgil à la gare de Bharatpur pour l'inauguration de l'Union des États Matsya (mars 1948)

L'Union de Matsya, appelée aussi les États-Unis de Matsya (United States of Matsya), Matsya Union ou Matsya Sangh, est un ancien État indien, qui fusionne en 1949 dans le Rajasthan.

## Historique
L'Union de Matsya est formée le 18 mars 1948 par la fusion de quatre anciens États princiers du Raj britannique : l'État d'Alwar, l'État de Bharatpur, l'État de Dholpur et l'État de Karauli après l'adhésion. 
Sir Udai Bhan Singh, le maharadjah de Dholpur, devient le Rajpramukh ou chef d'État. Shobha Ram Kumawat du Congrès national indien en est le premier et unique Premier Ministre, du 18 mars 1948 au 15 mai 1949. 
Le 15 mai 1949, l'Union de Matsya fusionne avec le Grand Rajasthan, pour former les États-Unis du Rajasthan, qui deviennent l'État du Rajasthan le 26 janvier 1950.